# 民族广场站 (南宁)
民族广场站是南宁轨道交通1号线的地铁车站，位于中华人民共和国广西壮族自治区南宁市青秀区民族大道与古城路交叉口地下。该站在2016年12月28日南宁轨道交通1号线西段通车时开放载客，设有4个出入口和1个岛式站台。

## 车站结构

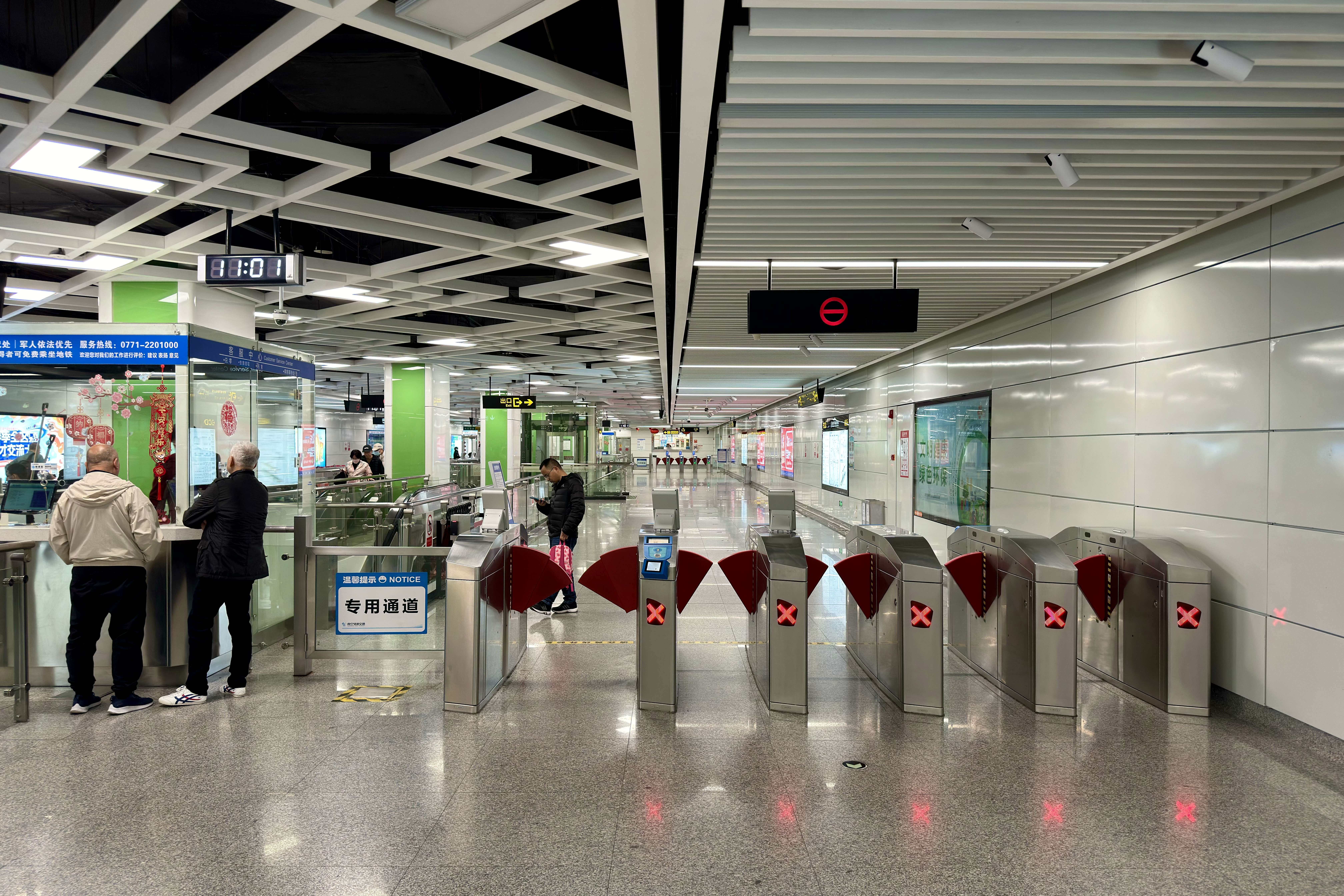
站厅

民族广场站设有2层，地面为出入口，地下一层为站厅，地下二层为1号线月台（往石埠／火车东站）的位置。
| 地面              | 出入口 | A、B、C、D出入口                                                                                        |
| 地下一层          | 站厅   | 客服中心、自动售票机、验票机                                                                            |
| 地下三层          | 站台   | \| \| \| █ 1号线往石埠（新民路） \| \| 島式 · 開左邊车门 \| \| \| \| \| \| █ 1号线往火车东站（麻村） \| |
|                   |        | █ 1号线往石埠（新民路）                                                                                 |
| 島式 · 開左邊车门 |        | |
|                   |        | █ 1号线往火车东站（麻村）                                                                               |

## 车站出口
滨湖路站共设4个出口，各出口及周围设施如下所示：
| 编号                | 出入口信息                                                                                                   | 照片 | 无障碍设施 |
| ------------------- | --- | ---- | ---------- |
| A · 出口            | 民族大道、民族广场东路、东葛路、古城路、民族广场西路、民族广场                                               |      | 不適用     |
| B · 出口            | 民族大道、民族文物苑、广西壮族自治区博物馆、古城路                                                           |      | 不適用     |
| C · 出口            | 民族大道、星湖路北一里、市化工研究设计院、古城路                                                             |      | 不適用     |
| D · 出口 · （设有） | 民族大道、东葛路、思贤路、广西壮族自治区社会科学院、广西壮族自治区图书馆、古城路、新竹路南一里、新竹路南二里 |      |            |
| 图例： 设有         | |      |            |

## 服务及接驳公交
1号线列车每班车的间隔时间為8分钟。从民族广场站开往火车东站的首班车在每天上午6时46分开出，末班车在每天晚上10时31分开出；开往石埠站的首班车在每天上午6时39分开出，而末班车则在每天晚上10时25分开出。
乘客可在本站周围换乘南宁公交6、23、30、33、34、39、45、63、79、205、211、604、704、706路等14条公交线路。